# 에벨리나 니콜로바
에벨리나 게오르기에바 니콜로바(불가리아어: Евелина Георгиева Николова, 1993년 1월 18일~)는 불가리아의 레슬링 선수이다. 2020년 하계 올림픽에서 여자 라이트급 동메달을 획득했으며 세계 레슬링 선수권 대회에서 동메달 1개를 획득했다.